# Carl Friedrich Ludwig Lohner
Carl Friedrich Ludwig Lohner (auch Karl Friedrich Ludwig Lohner; * 7. Dezember 1786 in Thun; † 8. Oktober 1863 ebenda) war ein Schweizer Politiker und Historiker.

## Leben
Lohner war Sohn des Eisenhändlers Caspar Lohner. Er absolvierte die Schulen seiner Heimatstadt und eine Lehre als Eisenhändler in Basel, bevor er nach Thun in das elterliche Geschäft zurückkehrte, welches er später übernahm. 1812 trat er in die Politik seiner Heimatstadt ein. Er wurde Mitglied des Grossen Stadtrates, der Finanzkommission, des Schulinspektorats, der Bibliothekkommission sowie der Spital- und Waisenhausdirektion. Im November 1825 wurde er Mitglied des kleinen Stadtrats, im Dezember 1827 Stadtseckelmeister, im Dezember 1830 Mitglied der Kommission für eine neue Stadtverfassung. Im Juli 1831 erhielt er ein Mandat des im Rahmen der Regeneration neu geschaffenen Stadtverwaltungsrats und dort das Amt des Präsidenten. Zudem war er Sekretär des neugegründeten Patriotischen Vereins. Daneben erhielt er im September 1831 im Berner Grossrat einen Sitz. Im Oktober 1831 erfolgte die Wahl in den Berner Regierungsrat. Im März 1833 trat er aus gesundheitlichen Gründen von allen politischen Ämtern, ausser seinem Grossratsmandat, zurück. Trotzdem übernahm er für das Jahr 1835 das Amt des Landammanns des Kantons Bern. Lohner war Mitbegründer der Ersparniskasse des Oberamts Thun und 1829, 1830, 1841, 1842, 1845 sowie 1846 deren Präsident.
Lohner wurde 1823 Mitglied der Bernischen ökonomischen Gesellschaft und der Naturforschenden Gesellschaft, 1824 der Schweizer geschichtforschenden Gesellschaft und 1829 der Schweizerischen Gemeinnützigen Gesellschaft. Neben seiner Chronik verfasste er auch Genealogien, so die ungedruckten Genealogien der 1822 burgerlichen, blühenden Geschlechter der Stadt Thun in sieben Bänden, die Genealogien der seit 1600 erloschenen burgerlichen Geschlechter von Thun, Der Familie Lohner in Thun Genealogie und Geschichte und die Genealogische Fundgruben von Thun in zwei Bänden sowie das Wappenbuch von Thun. Ausserdem liess Lohner 1828 und 1829 archäologische Grabungen in Allmendingen bei Thun, Uetendorf, Amsoldingen, in der Uttigenstrasse, in Thierachern, Uebeschi, Reckenbühl und Buchholz durchführen. 
Lohner war als Sammler von Münzen, Bodenfunden, Kupferstichen, Waffen und Büchern bekannt. Er wollte alle seit dem Mittelalter auf Schweizer Boden geprägten Münzen sammeln und soll diesem Ziel sehr nahegekommen sein. Seine Münzsammlung wurde 1866 von Friedrich Ludwig Imhoof angekauft und 1871 dem Münzkabinett Winterthur übergeben. Die Holz- und Kupferstichsammlung schenkte er selbst der Stadt Thun (heute Kunstmuseum Thun).
Sein Sohn war der Nationalrat Albert Lohner. Die Geschwister Ulrich Wilhelm Züricher, Bertha Züricher und Gertrud Züricher waren seine Urenkel.

## Schriften (Auswahl)
- Historische Bruchstücke über Thun. Chronik der Stadt Thun, 67 Hefte in 16 Bänden, Thun 1828–1863.
  - Gertrud Züricher (Hrsg.): Karl Friedrich Ludwig Lohners Chronik der Stadt Thun: in kurzen Auszügen, Haupt, Bern 1935.
  - dies. (Hrsg.): Aus dem Frauenleben im alten Thun. Baumann, Bern 1933.
- Die Münzen der Republik Bern, 2 Bände, Meyer & Zeller, Ulrich, Zürich 1846–1858.
- Die reformirten Kirchen und ihre Vorsteher im eidgenössischen Freistaate Bern, Thun 1863. doi:10.3931/e-rara-59613